# Anciens Établissements Cail

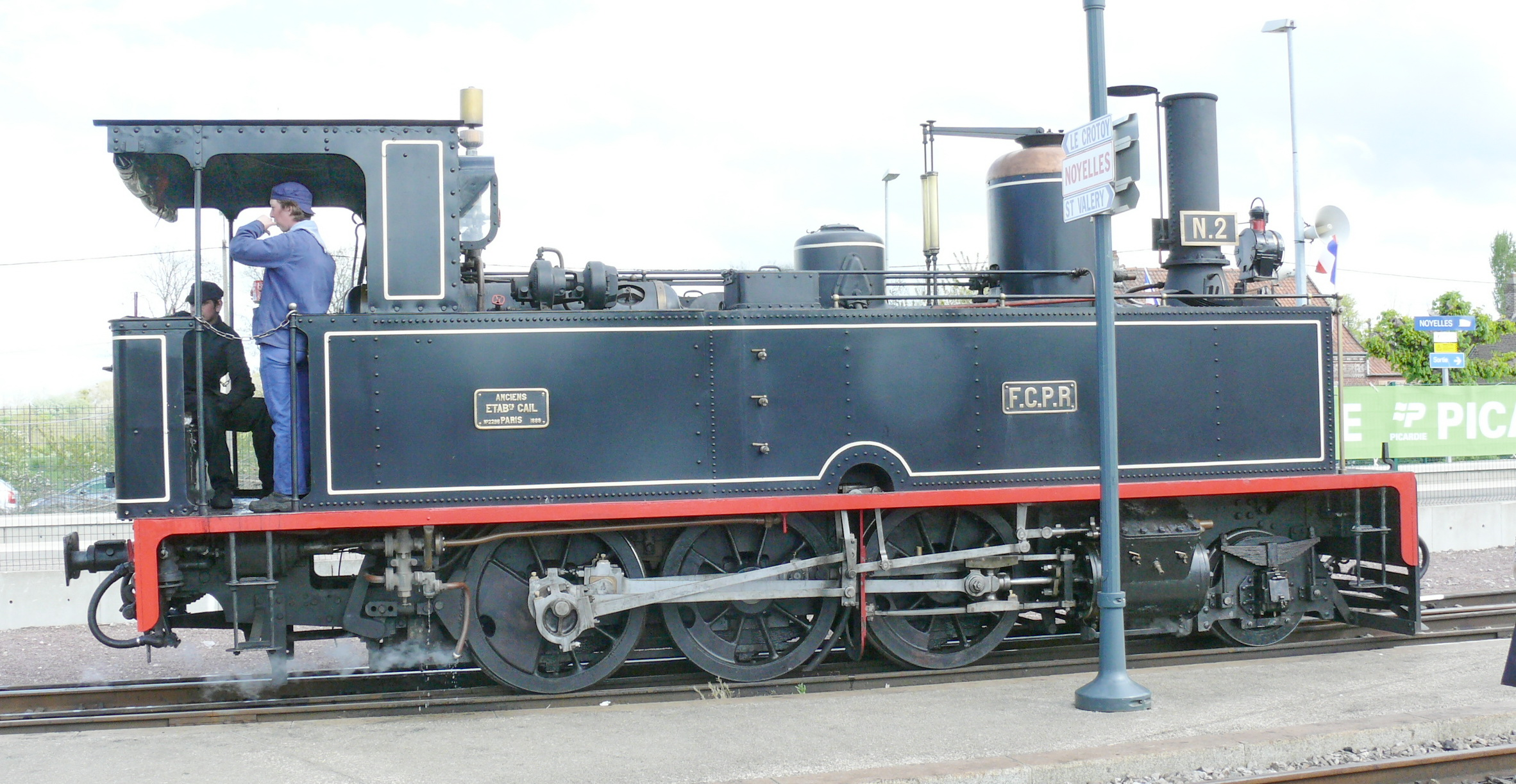
Lokomotive der Baie-de-Somme-Eisenbahn (1889)

Die Société Anonyme des Anciens Établissements Cail war eine französische Maschinenfabrik. Der Hauptsitz befand sich in der 16 rue de Grenelle in Paris.

## Geschichte

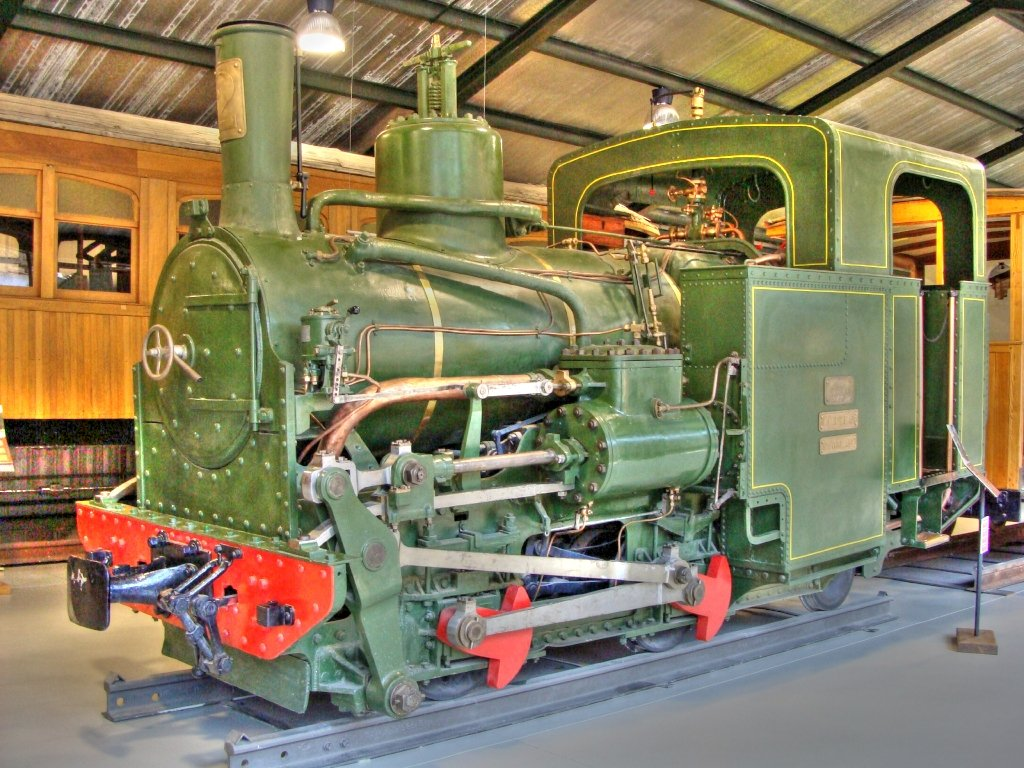
Zahnraddampflok Bauart Abt der Cremallera de Montserrat

Das Unternehmen wurde 1883 mit einem Kapital von 20.000 Franc gegründet und war der Nachfolger der zuvor liquidierten Firma J.F. Cail & Cie. Diese produzierte Lokomotiven (insgesamt 2360 Exemplare zwischen 1845 und 1889, darunter die berühmte Crampton), Brücken wie die Pont d’Arcole oder den Aufzug zum dritten Stock des Eiffelturms. Es war ferner beteiligt an der Konstruktion des Théâtre des Bouffes du Nord sowie der Halle des Bahnhofs Gare d’Orsay. 

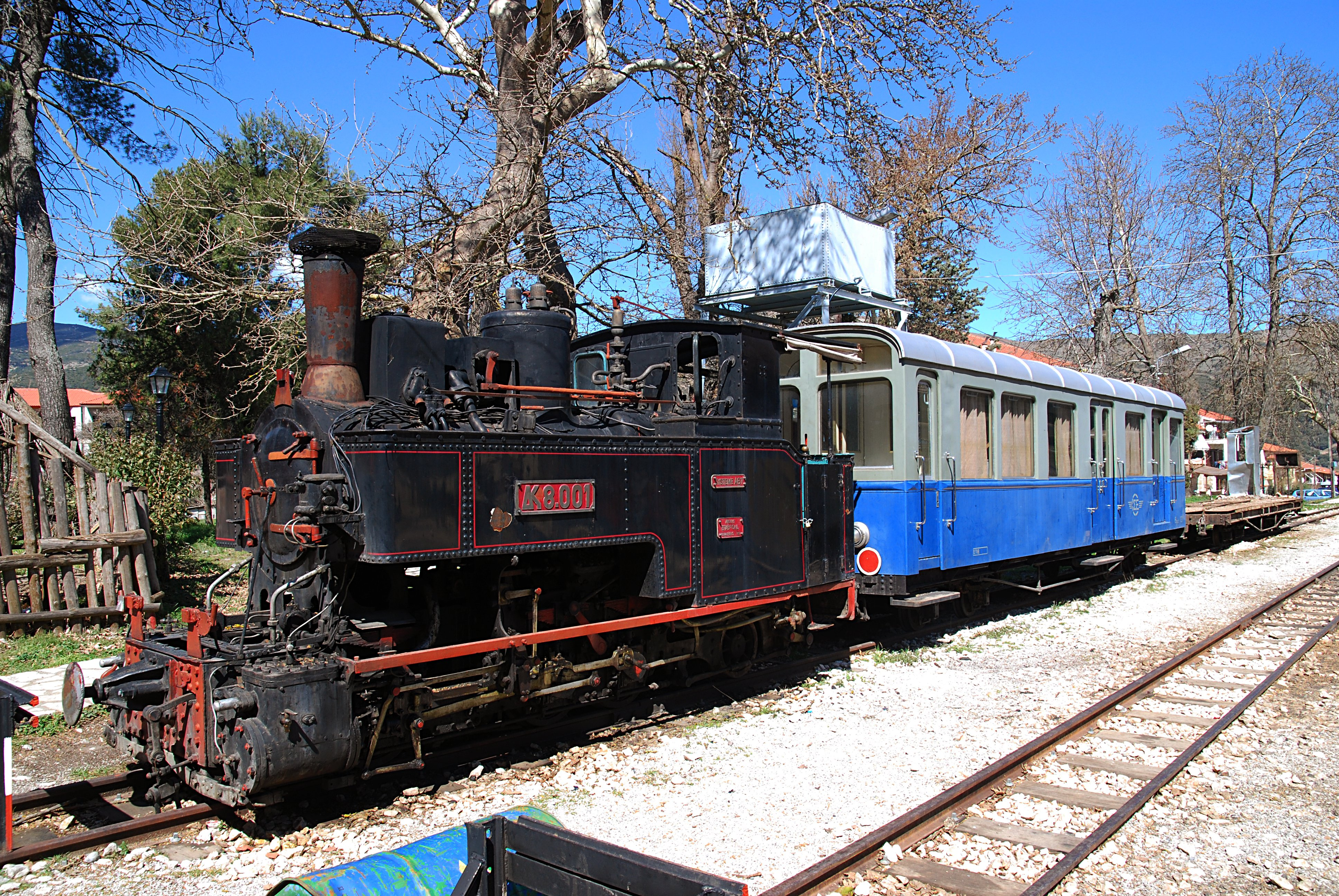
Dampflokomotive ΔΚ8001 Bauart Abt der Diakopto–Kalavryta-Bahn (1899)

 An der Gründung der Anciens Établissements Cail waren mehrere Banken beteiligt:
- Crédit Lyonnais,
- Banque de Paris et des Pays-Bas,
- Comptoir national d’escompte de Paris.

Am 9. Januar 1890 wurde eine neue Société Anonyme des Anciens Établissements Cail mit einem auf 10 Millionen Franc reduzierten Kapital gegründet, aufgeteilt in 20.000 Aktien zu je 500 Franc. Die Gesellschaft fusionierte 1898 mit Fives-Lille zur Société française de constructions mécaniques, welche den etablierten Namen als Marke beibehielt.
Für das Unternehmen arbeiteten bis zu 600 Mitarbeiter. Die Produktionsstätten befanden sich in Paris in Grenelle am Ufer der Seine sowie in Denain im Département Nord.

## Erzeugnisse
Die Firma produzierte in Nachfolge von J.F. Cail vor allem Lokomotiven, Dampfkessel und Dampfmaschinen, Kabel, technische Ausrüstung für Eisenbahnen sowie Maschinen für Zuckerraffinerien, vor allem aber militärische Güter, wie Artillerieausrüstung und Torpedoboote.
Auch mehrere Zahnradbahn-Lokomotiven der Bauart Abt wurden erzeugt.